# سرور اختصاصی
خدمات سرور اختصاصی (به انگلیسی: Dedicated hosting service)، امکانی کارآمد برای مؤسسات و سازمان‌های بزرگ است که بدلایل مختلف از قبیل ضرورت امنیت و پایداری بالا برای اطلاعات و خدماتشان نمی‌خواهند از سرورهای اشتراکی با دیگران استفاده نمایند. در این نوع سرویس امکانات متنوعی برای سرویس گیرنده فراهم می‌شود که از آن جمله می‌توان به اختصاصی بودن سرور برای مشتری، فضای نگهداری بالا، امکان داشتن ترافیک بالا، تسلط و کنترل کامل بر روی سرور اختصاص یافته، تهیه نسخه پشتیبان (Back Up) از اطلاعات و داده‌های سازمان و امکان مدیریت سرور اختصاصی اشاره کرد. بهره‌مندی از این ویژگی‌ها سبب شده است تا بسیاری از سازمان‌ها داشتن یک سرور اختصاصی در یک دیتاسنتر مورد اعتماد را مناسب‌تر و به صرفه‌تر دانسته و از این روش استفاده نمایند.

#### مزایا
کنترل بالاتر بر روی پنل ، حفظ حریم خصوصی و منابع تضمین شده و غیراشتراکی،مزایای اصلی سرور است. منابع تضمین شده به این معناست سرورهای اختصاصی با هیچ کاربر دیگری به اشتراک گذاشته نمی شوند . کاربر می تواند بر روی تمام تنظیمات سرور از جمله سیستم عامل، نرم افزارها و پیکربندی ها، کنترل کامل داشته باشد. کاربر می تواند از تمام ظرفیت سرور به طور کامل استفاده کند و در نتیجه، بار ترافیکی سنگین و درخواست های همزمان را به خوبی مدیریت کند. این ویژگی سرور اختصاصی به ویژه برای سایت ها و برنامه های کاربردی که نیاز به سرعت و پاسخگویی بالا دارند، بسیار مهم است.